# ElettroAcustico 2021
ElettroAcustico 2021 è stata una tournée del cantautore italiano Marco Masini, collegata all'album Masini +1 30th Anniversary.

## Le tappe
- 30 giugno 2021: Italia, Nichelino - Palazzina di Caccia di Stupinigi (Stupinigi Sonic Park)
- 28 luglio 2021: Italia, Vigevano - Castello Sforzesco
- 6 agosto 2021: Italia, Majano - Festival di Majano
- 20 agosto 2021: Italia, Castelnuovo di Garfagnana - Fortezza di Mont'Alfonso
- 29 agosto 2021: Italia, San Benedetto dei Marsi - Piazza Risorgimento

## La scaletta
1. Il confronto
2. Fino a tutta la vita che c'è
3. L'uomo volante
4. Io ti volevo
5. Cenerentola innamorata
6. Dal buio
7. Malinconoia / Principessa
8. Perché lo fai
9. Ti vorrei
10. Che giorno è
11. Le ragazze serie
12. Caro babbo
13. Ci vorrebbe il mare
14. Disperato
15. T'innamorerai
16. Bella stronza
17. Vaffanculo
18. 10 anni

## La band
- Massimiliano Agati (percussioni)
- Cesare Chiodo (basso e chitarra)
- Lapo Consortini (chitarra acustica)